# متحف قراقورم
متحف قراقورم هو متحف يقع في خاركورين، منغوليا.المتحف مخصص لعرض القطع الأثرية من التاريخ المنغولي. بدأ بناء المتحف في 2007 بتميل من قبل وكالة اليابان للتعاون الدولي والحكومة اليابانية وأفتتح المتحف في 2011.